# Uppsala blåsarsymfoniker
Uppsala Blåsarsymfoniker (UBS) är en symfonisk blåsorkester i Uppsala som bildades år 2000 av tidigare musiker i Arméns Musikkår. Målet var att skapa en amatörorkester med hög ambitionsnivå. UBS består av omkring 50 musiker varav många har anknytning till Uppsala universitet.
UBS ger minst en konsert varje termin. Vid sidan om de egna konserterna har orkestern gjort produktioner med solister och körer. 
I april 2016 var det Sverigepremiär när Uppsala Blåsarsymfoniker tillsammans med Nils Landgren, Margareta Bengtson och Trio X spelade musik från "Some Other Time – A tribute to Leonard Bernstein."
UBS har tävlat vid svenska mästerskapen för blåsorkestrar vid tre tillfällen. År 2002 vann UBS tävlingen, 2004 kom man på andra plats. 2017 segrade UBS återigen vid svenska mästerskapen i blåsmusik och blev därmed Sveriges bidrag till europeiska mästerskapen i blåsmusik (ECWO) som går av stapeln i Bryssel 2018.
Vid världsmästerskapen i blåsmusik i Nederländerna (WMC) tilldelades Uppsala Blåsarsymfoniker den 23 juli 2017 en guldmedalj i division 1. 
Sedan starten har UBS haft ett samarbete med Kommunala musikskolan i Uppsala och Musik i Uppland. Ekonomiskt stöd ges av Uppsala kommun och Sveriges Orkesterförbund. 
UBS har sedan starten fokuserat på den rika originalrepertoaren för blåsorkestrar. Kompositörer som Alfred Reed, Philip Sparke, Ralph Vaughan Williams, Gustav Holst och Johan de Meij har haft stor betydelse för orkesterns val av repertoar.

## Dirigenter
- 2000 - 2006 Tryggve Palmquist
- 2014 - fortf. Leif Karlsson